# 鄉長溪
鄉長溪，舊稱鄉長厝溪，位於台灣北部，屬於淡水河水系，為基隆河的支流，流域分佈於新北市汐止區東部，發源於獅頭山北麓，向東南流經埤內、鄉長厝，於長安橋東側注入基隆河。 